# راه‌های کوکتبل
راه‌های کوکتبل فیلمی از بوریس خلبنیکوف و الکسی پوپوگربسکی، محصول سال ۲۰۰۳ کشور روسیه است.